# Comet Over Broadway
Comet Over Broadway ist ein US-amerikanischer Spielfilm mit Kay Francis unter der Regie von Busby Berkeley.

## Handlung
Die von den Kritikern als abstrus bezeichnete Handlung beginnt mit dem Besuch von Eve Appleton, der unglücklich verheirateten Ehefrau eines extrem eifersüchtigen Mechanikers, bei dem Star einer Theatertruppe, die ein Gastspiel gibt. Der erboste Gatte überrascht die beiden, missversteht die Situation, und im Handgemenge kommt der Schauspieler zu Tode. Kaum ist ihr Mann im Gefängnis, nimmt Eve auch schon ihre kleine Tochter und beginnt selber ihr Glück als Schauspielerin, landet jedoch bei einer billigen Vaudeville-Show. Ihre Freundin „Tim“ Adams rät ihr, es als Schauspielerin in ernsthaften Rollen zu versuchen, und nimmt in der Zwischenzeit die kleine Tochter bei sich auf. Kaum hat Eve ihr Ticket gelöst, trifft sie auf Bert Ballin, verliebt sich in ihn und geht, getrieben von dem brennenden Wunsch, ein Star zu werden, doch alleine fort. Sie wird über den Umweg von London der Toast von New York, nur um ohne erkennbaren Grund plötzlich alles hinter sich zu lassen. Hand in Hand mit ihrer Tochter geht Eve den Hügel zum Gefängnis empor, um ihren Ehemann zu erwarten, der an einer tödlichen Herzkrankheit leidet.

## Hintergrund
Anfang September 1937 war der schon seit längerer Zeit schwellende Konflikt zwischen Kay Francis und ihrem Studio Warner Brothers schließlich in einem Gerichtsverfahren eskaliert. Offizieller Auslöser war die Weigerung des Studios, Francis entgegen vorherigen mündlichen Absprachen die Hauptrolle in der Verfilmung des Broadway-Erfolges Tovarich zu geben. Francis, die zu dem Zeitpunkt der höchstbezahlte weibliche Star der Gesellschaft mit einer wöchentlichen Gage von $ 5.250 war, zeigte sich unzufrieden mit der Qualität der Drehbücher, die sie vorgelegt bekam. Sie nahm den Bruch der Zusagen zum Anlass, das Studio auf vorzeitige Vertragsauflösung zu verklagen. Wie vor ihr bereits James Cagney und Bette Davis, die im Vorjahr vor einem englischen Gericht mit einer vergleichbaren Klage gescheitert war, beklagte Francis die ausbeuterischen Methoden des Managements und die fehlenden künstlerischen Entwicklungsmöglichkeiten. Nach einer turbulenten gerichtlichen Vorverhandlung mit gegenseitigen Vorwürfen zog Kay Francis jedoch völlig unerwartet am 15. September 1937 die Klage zurück mit der Begründung, es habe eine außergerichtliche Einigung gegeben. Der Vertrag sollte noch zwölf Monate bei voller Bezahlung laufen. Kurze Zeit später gab die Studioleitung an, Francis würde den Rest ihrer Zeit nur noch in B-Filmen zubringen. Es wurde alles unternommen, um die Schauspielerin zu einem vorzeitigen Bruch ihres Vertrages zu bringen.
Bette Davis, die wie erwähnt, eigene Erfahrungen mit dem Studio gemacht hatte, erklärte später die für alle unerwartete Wendung mit angeblichen lesbischen Skandalen in Francis Privatleben.

„Ganz plötzlich wurde angekündigt, sie würde für die Restlaufzeit ihres Vertrag nur noch in B-Filmen auftreten. Das war absolut ohne Vorläufer und es wurde niemals ein Grund dafür genannt. […] Am Ende kochte alles auf eine andere Frau zusammen, in ihrem Schlafzimmer.“

Zwei neue Biografien von Francis sind allerdings skeptisch gegenüber der Aussage, zumal Francis, die über Jahrzehnte äußerst intime Tagebücher führte, dort eine schier endlose Anzahl von heterosexuellen Affären beschrieb. Explizite Hinweise auf lesbische Neigungen finden sich in ihren Aufzeichnungen nicht.
Das Studio setzte die Schauspielerin einer Abfolge von ununterbrochenen Demütigungen aus, damit sie vorzeitig aus ihrem Vertrag ausstieg. Ihre Studiogarderobe, ein Bungalow mit fünf Räumen und einem Kamin, wurde praktisch über Nacht an Bette Davis weitergegeben und Francis musste sich mit den Statisten umkleiden. Sie wurde gezwungen, für Kameratests mit Neuanfängern zur Verfügung stehen. Zu einem Zeitpunkt sollte sie sogar die dritte Nebenrolle in einem B-Film von Boris Karloff übernehmen. Ihre Filme wurden nicht länger von Hal B. Wallis produziert mit Michael Curtiz und William Dieterle als Regisseur, sondern von Bryan Foy, der für die B-Filme verantwortlich war und pro Film lediglich ein Budget zwischen $ 50.000 und $ 125.000 zur Verfügung hatte. Comet Over Broadway war noch Mitte 1937 als A-Produktion unter der Regie von Edmund Goulding vorgesehen. Ursprünglich sollte Bette Davis, später Miriam Hopkins die Rolle der ambitionierten Schauspielerin übernehmen, ehe Francis den Zuschlag bekam. Die Dreharbeiten begannen jedoch erst Mitte 1938, als Francis bereits in Ungnade gefallen war. Insoweit wurden die Produktionsmittel auch auf ein Minimum zusammengestrichen und das Drehbuch ohne jeden Anspruch auf Logik verfasst. Um Kosten zu sparen, wurde sogar umfangreiche Passagen aus Kay Francis’ Film I Found Stella Parrish aus dem Jahr 1935 verwendet.
Francis ertrug klaglos alle Versuche, sie zum Bruch der Vereinbarung zu treiben, allerdings um den Preis, dass ihre Karriere am Ende ruiniert war.

## Kritik
Die Story wurde von den meisten Kritikern gnadenlos zerrissen und als völlig unglaubwürdig abgetan.
Der bekannte Filmhistoriker Robert Osborne fasste seine Meinung wie folgt zusammen:

„Der Film verweigert sich jeder Form von Logik. Es gibt keine einzige Szene in ‚Comet Over Broadway‘ die auch nur den geringsten Bezug zur Realität aufweist. Der beste Moment kommt gegen Ende. Kay und ihre Tochter gehen gemeinsam den Hügel hinauf zum Gefängnis mit einem Koffer in der Hand. Warum hat sie nicht einfach eine Mitfahrgelegenheit vom Bahnhof aus genutzt?“

## Kinoauswertung
Die Produktionskosten lagen mit 258.000 US-Dollar im Bereich für einen B -Film. An der Kinokasse floppte Comet over Broadway und spielte in den USA lediglich 196.000 US-Dollar ein, zu denen weitere 149.000 US-Dollar aus dem Ausland kamen. Das Gesamtergebnis lag bei 345.000 US-Dollar.